# 榛名山町
榛名山町（はるなさんまち）は、群馬県高崎市の町名。郵便番号は370-3341。面積は17.48km2(2012年現在)。
室田村・室田町・榛名町時代の大字榛名山の南西部にあたる。2006年の高崎市編入の際に、大字榛名山の南西部が榛名山町、北東部が榛名湖町となった。

## 地理
榛名山の南西斜面、榛名川沿い位置する。

### 河川
- 榛名川

### 山岳
- 鏡台山

## 歴史
榛名神社の門前町となる社家町を含む地域で、参詣者を泊める宿坊が立ち並んでいた。江戸時代は寛永寺領となっており、参詣者相手の商工業者が集まる一般的な門前町ではなく、純粋な御師集落であった。1869年（明治2年）に春名山村が起立し、1884年（明治17年）に榛名山村と改称した。

### 年表
- 1889年（明治22年）4月1日 町村制施行により、榛名山村は上室田村、中室田村、下室田村と合併し、西群馬郡室田村大字榛名山となる。
- 1896年（明治29年）4月1日 郡の統廃合により、所属郡が群馬郡となる。
- 1905年（明治38年）4月1日 室田村が町制を施行し、室田町大字榛名山となる。
- 1955年（昭和30年）2月1日 室田町と碓氷郡里見村が合併し、群馬郡榛名町大字榛名山となる。
- 2006年（平成18年）10月1日 榛名町が高崎市に編入され、大字榛名山の南西部が高崎市榛名山町、北東部が高崎市榛名湖町となる。

## 世帯数と人口
2017年（平成29年）8月31日現在の世帯数と人口は以下の通りである。
| 町丁     | 世帯数 | 人口  |
| -------- | ------ | ----- |
| 榛名山町 | 95世帯 | 134人 |

## 小・中学校の学区
市立小・中学校に通う場合、学区は以下の通りとなる。
| 番地 | 小学校               | 中学校             |
| ---- | -------------------- | ------------------ |
| 全域 | 高崎市立上室田小学校 | 高崎市立榛名中学校 |

## 交通

### 鉄道
当町に鉄道駅はない。

### 道路
国道は通っていない。県道は群馬県道33号渋川松井田線、群馬県道122号八本松松井田線、群馬県道211号安中榛名湖線が通っている。

## 施設
- 榛名神社
- 榛名簡易郵便局
- 榛名歴史民俗資料館